# The Visible Man
The Visible Man è un album discografico di remix del musicista statunitense David Byrne, pubblicato nel 1998.

## Tracce
1. Fuzzy Freaky – 6:53 (remix DJ Food)
2. Fuzzy Freaky – 2:50 (remix Mark Walk & Ruby)
3. Wicked Little Doll – 4:11 (remix New Kingdom)
4. Dance on Vaseline – 5:50 (remix Thievery Corporation)
5. You Don't Know Me – 5:50 (remix B-boy 3000)
6. You Don't Know Me – 5:00 (remix Lloop)
7. Miss America – 5:40 (remix Cecco Music)
8. Miss America – 5:54 (remix Mark Saunders & DB)
9. Amnesia – 5:20 (remix Rea Mochiach)